# Mariota Tiumalu Tuiasosopo
Pour les articles homonymes, voir Mariota.
Mariota Tiumalu Tuiasosopo (1905-1957) est un écrivain américain. Il est l'auteur des paroles de l'hymne national des Samoa américaines, Amerika Samoa, dont la musique a été composée par Napoleon Andrew Tuiteleleapaga (en) et qui a officiellement adopté en 1950.
La fille de Mariota, Seuva'ai Mere Tuiasosopo-Betham, a été juge associée à la Haute Cour des Samoa américaines et directrice du département de l'éducation des Samoa américaines.